# Estrada Circular de Maputo
Als Estrada Circular de Maputo, zu Deutsch „Ringstraße von Maputo“, wird ein umfangreiches Bauprojekt von sechs Straßen bezeichnet, die nach ihrer Fertigstellung den Verkehrsfluss in und um die mosambikanische Hauptstadt Maputo wesentlich verbessern sollen. Der Bau, größtenteils von der Regierung der Volksrepublik China finanziert, begann 2012 und wurde nach zahlreichen Verzögerungen abgeschlossen.

## Projektbeschreibung

Karte mit Übersicht der Projektabschnitte

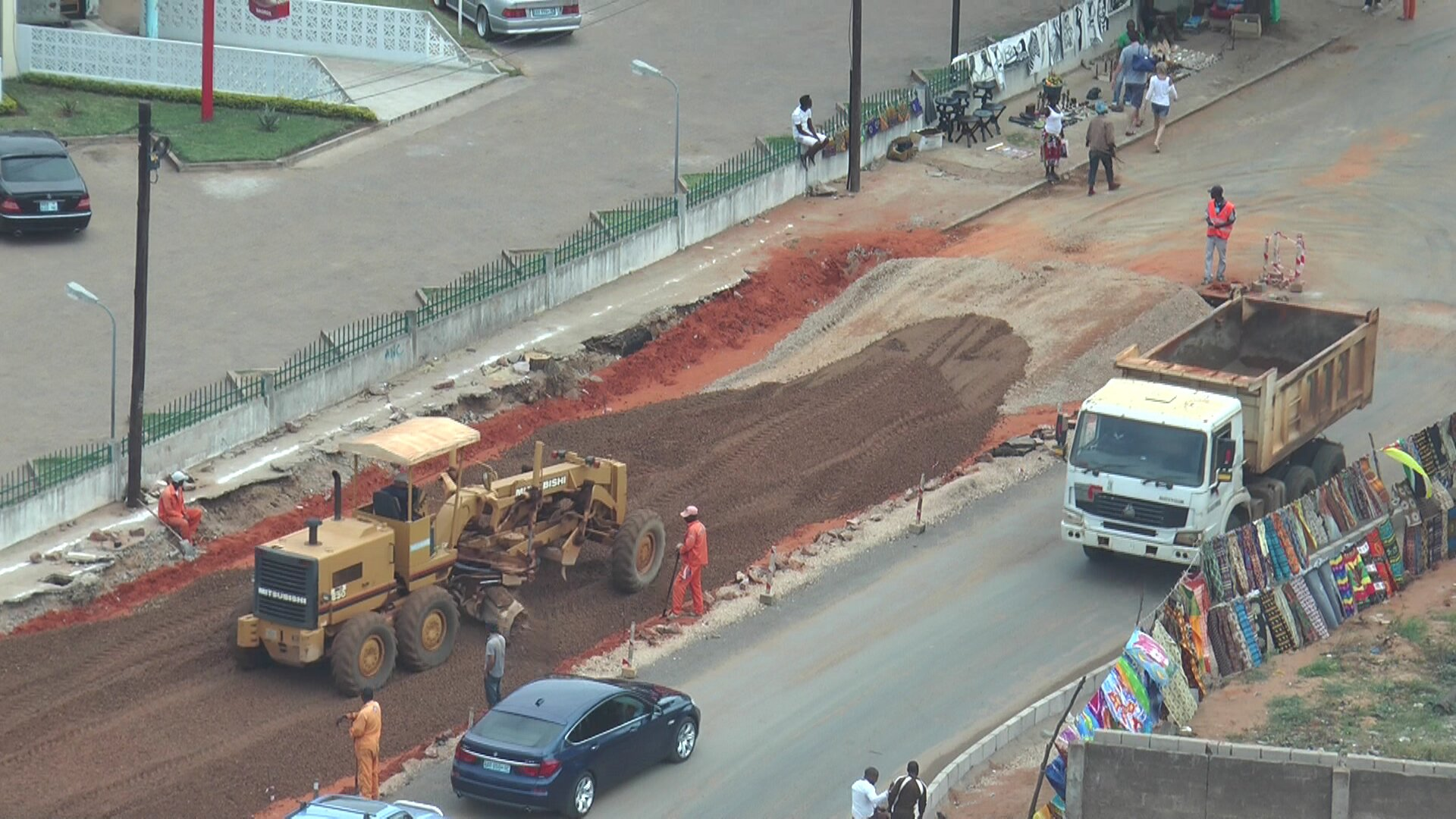
Ausbau der Avenida da Marginal, vor dem Radisson-Hotel (Projektabschnitt 1)

Unter der Bezeichnung „Estrada Circular de Maputo“ forciert die mosambikanische Regierung gemeinsam mit der Regierung der Volksrepublik China ein umfangreiches Bauprojekt zur Verbesserung des Straßenverkehrs an der Peripherie der mosambikanischen Hauptstadt. Die Bauarbeiten für das Projekt begannen im Jahr 2012. Die Kosten für das Projekt sollen sich auf 315 Millionen US-Dollar belaufen, wobei 300 Millionen US-Dollar seitens der chinesischen Regierung über die staatseigene China Exim-Bank als Kredit vergeben werden.
Die Bauzeit wurde mit 30 Monaten veranschlagt. Die Bauträger – die nationale Straßenverwaltung (Administração Nacional de Estradas), die Stadt Maputo, die Stadt Matola und das staatliche Entwicklungsunternehmen Maputo Sul – beauftragten das chinesische Unternehmen China Road and Bridge Corporation mit dem Bau. Das chinesische Unternehmen ist unter anderem auch für den Bau der Brücke von Maputo nach Katembe verantwortlich. Nach Fertigstellung werden die Stadt Maputo und das Unternehmen Maputo Sul die Verwaltung und Instandhaltung der Straßen übernehmen, unter anderem ist eine Bemautung analog zur Fernstraße EN4 geplant.
Das Projekt teilt sich in sechs Abschnitte, insgesamt werden 74 Kilometer Straße gebaut, davon sind 22 Kilometer Ausbau und 52 Kilometer Neubau.
- Abschnitt 1: Ausbau und Erweiterung der Avenida da Marginal auf 6,325 Kilometern; von Höhe des Radisson-Hotels bis zum Stadtviertel Costa do Sol
- Abschnitt 2: Neubau einer Straße auf 19,869 Kilometern; vom Stadtviertel Costa do Sol bis zum Vorort Marracuene
- Abschnitt 3: Neubau einer Straße auf 10,506 Kilometern; von Chiango nach Zimpeto
- Abschnitt 4: Ausbau und Erweiterung der Nationalstraße EN1 auf 15,5 Kilometern; von Zimpeto bis zum Vorort Marracuene
- Abschnitt 5: Neubau einer Straße auf 16,299 Kilometern; von Zimpeto nach Tchumene (mit Anschluss an die EN4)
- Abschnitt 6: Neubau einer Parallelstraße zur EN4 auf 5,5 Kilometern; vom Knoten Machava bis zur Praça 16 de Junho

Neben den größtenteils vierspurig angelegten Straßen werden auch sechs Brücken errichtet. Zwei davon überqueren die Eisenbahnstrecke Linha de Limpopo (bei Albazine und Marracuene) und eine die Linha de Ressano Garcia (beim Bahnhof von Matola).
Derzeit wird erwogen, den sechsten Abschnitt wegen zahlreichen anderen Infrastrukturvorhaben in dem von ihm betroffenen Gebiet nicht zu bauen. Nach Verzögerung wegen Starkregen und zahlreicher Materialdiebstähle war mit der Fertigstellung des Projektes im April 2015 gerechnet, ursprünglich war sie im Dezember 2014 vorgesehen. Nach zahlreichen Verzögerungen, vor allem am Knoten von Tchumene, wo die Ringstraße auf die EN4 trifft, sollen die Bauarbeiten nun bis Ende 2016 fertiggestellt werden.

## Kritik
Bereits von Beginn an wurden die Arbeitsbedingungen der mosambikanischen Bauarbeiter kritisiert, deren Anzahl je nach Projektstand zwischen 1000 und 2000 schwankt. Zahlreiche Bauarbeiter beklagen Rassismus durch die chinesische Führungsschicht, fehlende Ausstattung, ausstehende Gehälter sowie die ausbleibende Bezahlung der zahlreichen Überstunden. 2014 gingen 230 mosambikanische Bauarbeiter in einen Streik, den diese jedoch nach wenigen Tagen ohne Erfolg abbrachen.
Des Weiteren sind für den Bau der Straßen zahlreiche Umsiedlungen notwendig, allein in den fünf zu durchquerenden Stadtteilen Intaka, Muhalaze, Mwamatibjana, Nkobe und Matola-Gare der Stadt Matola müssen für 1200 Familien neue Wohnstätten beschafft werden. Zahlreiche Anwohner beklagten mangelnde Information, Missstände bei den Umsiedlungen sowie geringe oder keine Auszahlungen der Entschädigungen, für die nach Medienberichten 40 Millionen US-Dollar im Budget vorgesehen sind. Paulo Fumane, mosambikanischer Bauleiter des Projektes, beklagte bei den Anwohnern wiederum Opportunismus und „plötzlich neu auftauchende Hütten“, die vorher dort nicht gestanden hätten.
Silva Magaia, Leiter des UN-Habitat-Programms in Mosambik, kritisiert die Pläne für die Ringstraße, insbesondere die Straßenführung an der Küste. Da Mosambik den Klimawandel besonders spüre, sei die Straße wegen des steigenden Meeresspiegels gefährdet. Auch ein „kleiner Tsunami“ könnte erhebliche Schäden an der Infrastruktur verursachen.